# Alabanur
Alabanur là một làng thuộc tehsil Siruguppa, huyện Bellary, bang Karnataka, Ấn Độ.